# Kommunioun
Pour plus de détails, voir Fiche technique et Distribution.
Kommunioun (titre international : Wolfkin) est un film d'horreur belgo-luxembourgeois écrit et réalisé par Jacques Molitor (lb) et sorti en 2022. 
Il a eu sa première au Festival du film fantastique de Sitges en Catalogne et est sorti au cinéma au Luxembourg le 20 septembre 2023.

## Synopsis
Elaine, une veuve, s'inquiète pour son fils Martin, dix ans, qui se comporte de plus en plus agressivement. Elle l'accompagne chez ses beaux-parents au Luxembourg pour lui demander conseil et aide sur la façon de s'occuper du garçon. Mais cela ne rend pas les choses meilleures, le garçon subit une transformation.

## Fiche technique
- Titre original : Kommunioun
- Réalisation : Jacques Molitor (lb)
- Scénario : Régine Abadia, Jacques Molitor, Magali Negroni
- Photographie : Amandine Klee
- Montage : Damien Keyeux
- Musique : Daniel Offermann
- Production : Gilles Chanial, Olivier Dubois (coproducteur)
- Sociétés de production :
- Pays de production : Luxembourg, Belgique
- Langue originale : français, luxembourgeois
- Format : couleur
- Genre : Drame, fantastique, horreur
- Durée : 90 minutes
- Dates de sortie[1] :
  - 2022

## Distribution
- Louise Manteau : Elaine
- Victor Dieu : Martin
- Marja-Leena Junker (lb) : Adrienne
- Jules Werner (lb) : Jean
- Marco Lorenzini : Joseph
- Myriam Muller : Carla
- Yulia Chernyshkova : Tatiana
- Jean-Jacques Rausin : Arnaud
- Charles Muller : Docteur Wilmes
- Benjamin Ramon : Patrick
- Joël Delsaut : le directeur d'école
- Gintare Parulyte : Jeanne
- Basile Catrysse : Sam
- Tracy Dossou : Infirmière
- Hakim Bouacha : Prof de gym
- Blaise Ludik : Jean-Jacques
- Clod Thommes : Prêtre
- Leo Folschette : Avocat
- Marc Wolff : le premier échevin
- Mehdi Zekhnini : Migrant
- Olivier Delvaux : Community aldermen

## Réception
Kommunioun a reçu le Prix du film luxembourgeois 2023 (lb).

## Distinctions
- « Kommunioun » ((en) récompenses), sur l'Internet Movie Database (consulté le 23 septembre 2024)